# Robert D. Ray
Robert Dolph Ray, född 26 september 1928 i Des Moines, Iowa, död 8 juli 2018 i Des Moines, Iowa, var en amerikansk republikansk politiker. Han var den 38:e guvernören i delstaten Iowa 1969–1983.
Ray avlade 1954 juristexamen vid Drake University. Han efterträdde 1969 demokraten Robert D. Fulton som guvernör i Iowa. Efter fjorton år som guvernör efterträddes han 1983 av Terry Branstad.